# Костел у Моршині

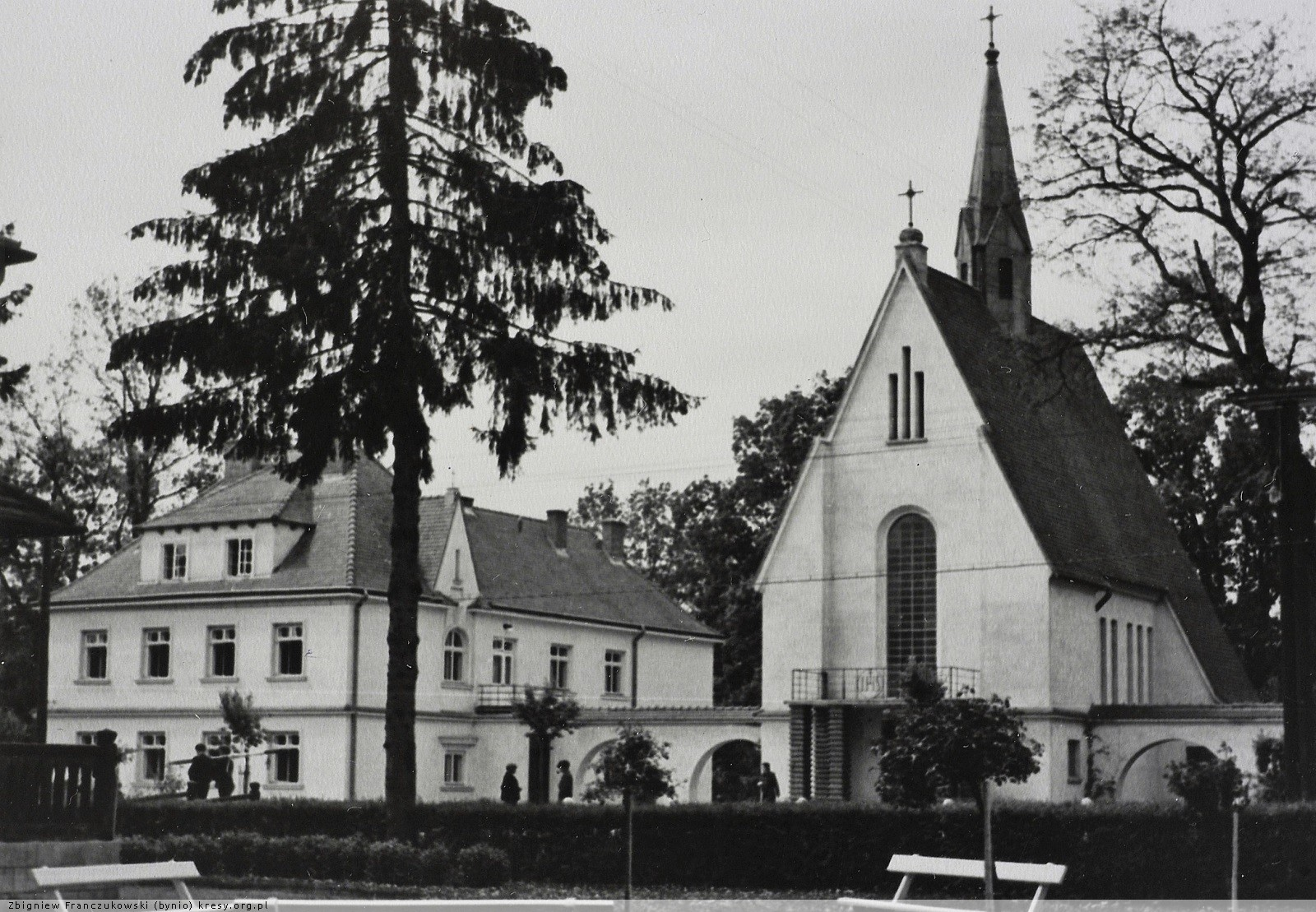
Костел з протилежного боку вулиці. Фото приблизно 1937-38 року, фотограф невідомий.

Костьолек у Моршині (Костел Милосердя Божого, пол. Kościoł Miłosierdzia Bożego) - польський римокатолицький костел, побудований у Моршині у 1930-1932 рр. для прихожан серед приїжджих польських відпочивальників. Автором проєкту став архітектор Лаврентій Дайчак, власний кошт на будівництво виділив лікар Роман Ренцький . Зруйнований совєтами приблизно у 1970-80х рр.
Костел був одним із декількох проєктів Вавжинця Дайчака у Моршині, створених за сприяння Романа Ренцького. Інші такі проєкти- Łazienki solankowe (стара водолікарня) та Dom Zdrojowy, нині відомий як Мармуровий Палац. Обидва об'єкти збудовані приблизно в 1935-38 рр. , архітектором другого був Мар'ян Нікодемович, який зі слів Ренцького працював над проєктом під керівництвом Дайчака.  
Від комплексу до нині залишилася монаша келія, прибудована до костелу кількома роками пізніше, та залишки фундаменту самого костелу.  
В будівлі келії сьогодні містяться крамниці, аптека, косметологічні та медичні кабінети. На місці костелу за часів незалежності України зведено статую Христа Спасителя. Ініціатива відбудови костелу на старому місці була відхилена, тому потугами меценатів та місцевих вірян новий костел було збудовано в 2015-му нижче по вулиці, поруч із перетином вул.Франка та залізничної дороги.    
Попри відсутність фотографічних доказів, зі слів місцевих очевидців принаймні станом на 1960-ті роки у будівлі костьолеку діяла їдальня (перший поверх) та ресторан "Чайка" (другий поверх). Демонтаж будівлі костелу, найімовірніше, був пов'язаний із уведенням в експлуатацію Центрального бювету міста Моршин, вид на який костел закривав би собою, якби залишився на своєму місці. Тому можна припустити, що костел існував приблизно до кінця 70-х - початку 80-х рр. , що все одно краще у порівнянні з історією костьолеку в Губичах.    
За проєктом Дайчака у селі Губичі (нині- частина міста Борислав на Львівщині) лише на 2 роки пізніше було збудовано майже ідентичний костел. Після війни його приміщення використовували як склад солі, тому через вологу та солоність повітря будівля з часом руйнувалась і в 1960-70х роках її демонтували остаточно. Нижче наведені світлини проєкту костелу в Губичах, оскільки на даний момент це єдиний подібний проєкт, який можна знайти у вільному доступі.    

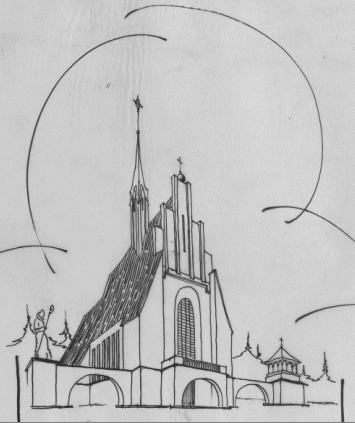
Проєкт костелу в селі Губичі. Автор Вавжинець (Лаврентій) Дайчак. 1935 рік

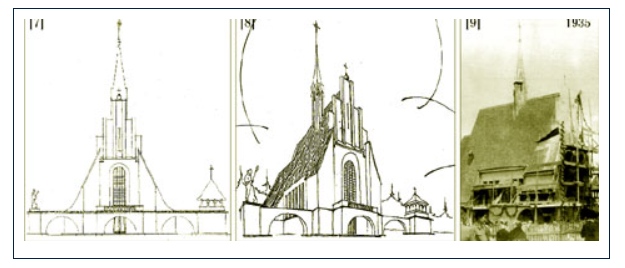
Проєкт костелу та фото його будівництва.

## Галерея

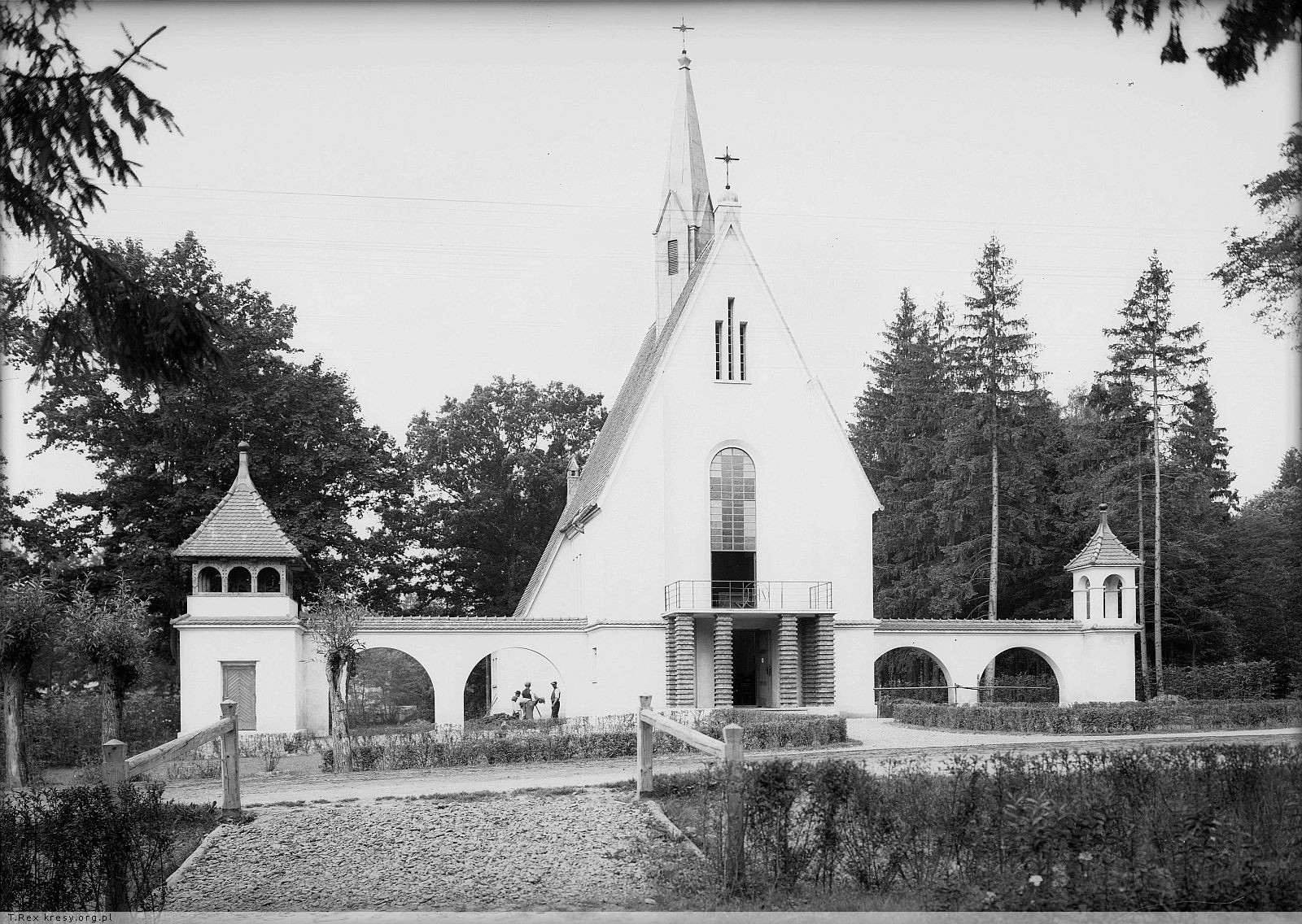
Більш ранній знімок, зроблений до побудови келії, орієнтовно 1933 рік

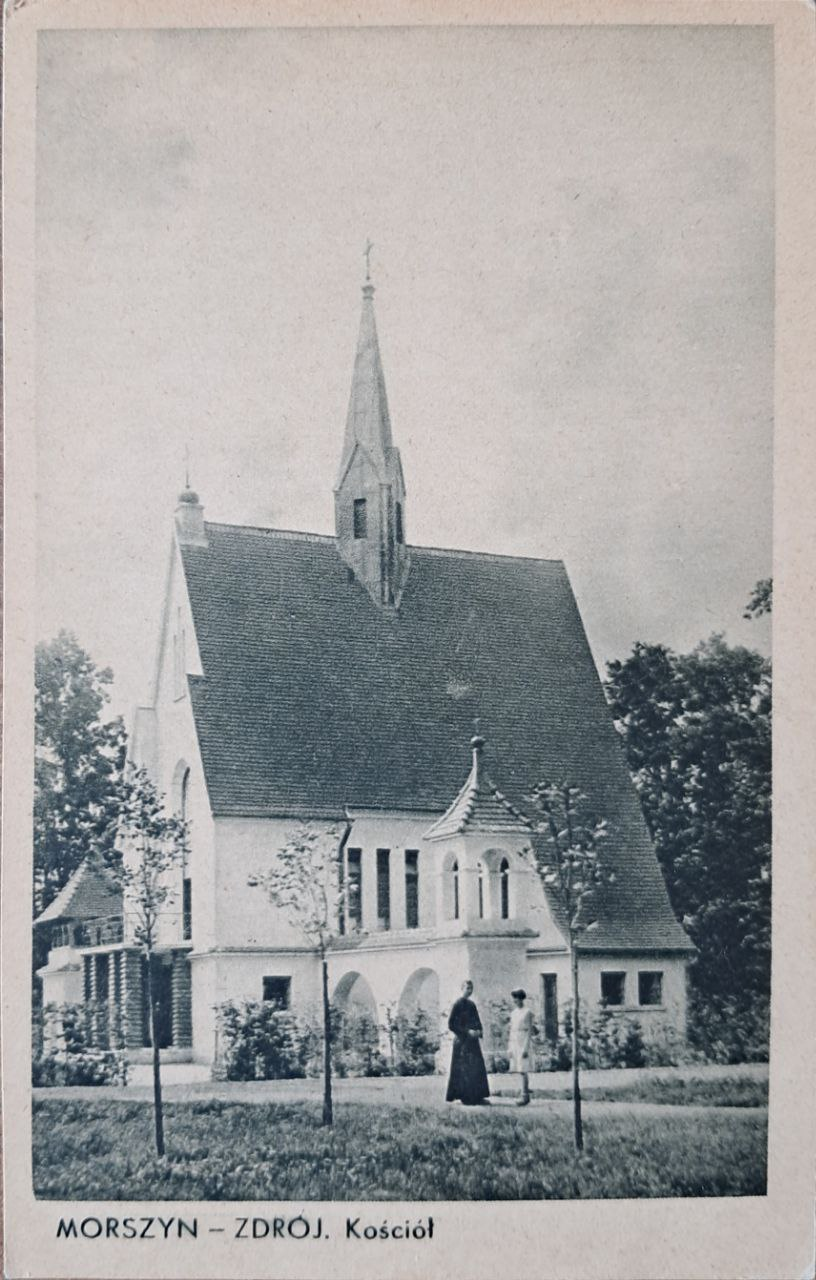
Листівка зі зображеним на ній костелом, скоріш за все виготовлена в першій половині 1930-тих

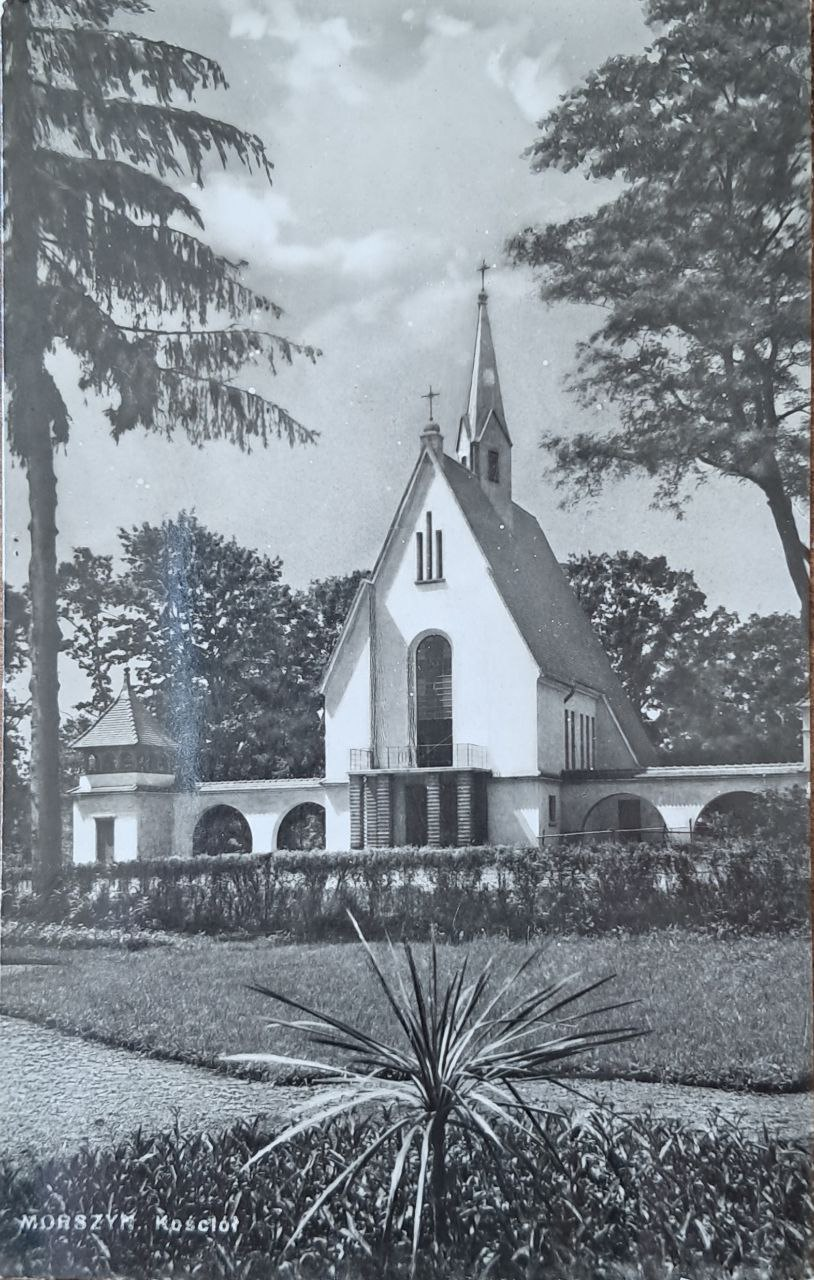
Польська листівка першої половини 30-тих

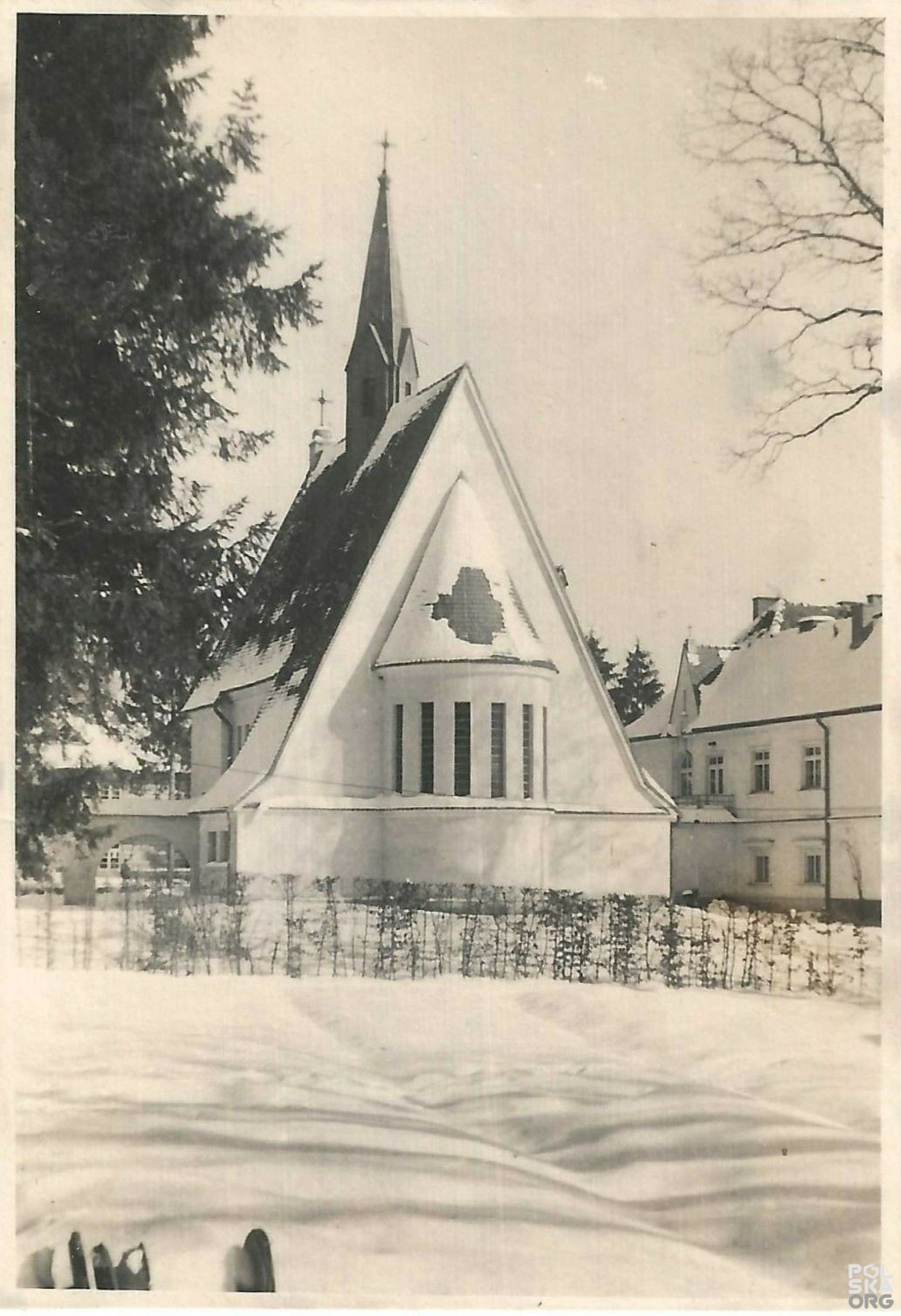
Засніжений костел ззаду. На дальньому плані частково видно дерев'яну віллу "Анна"

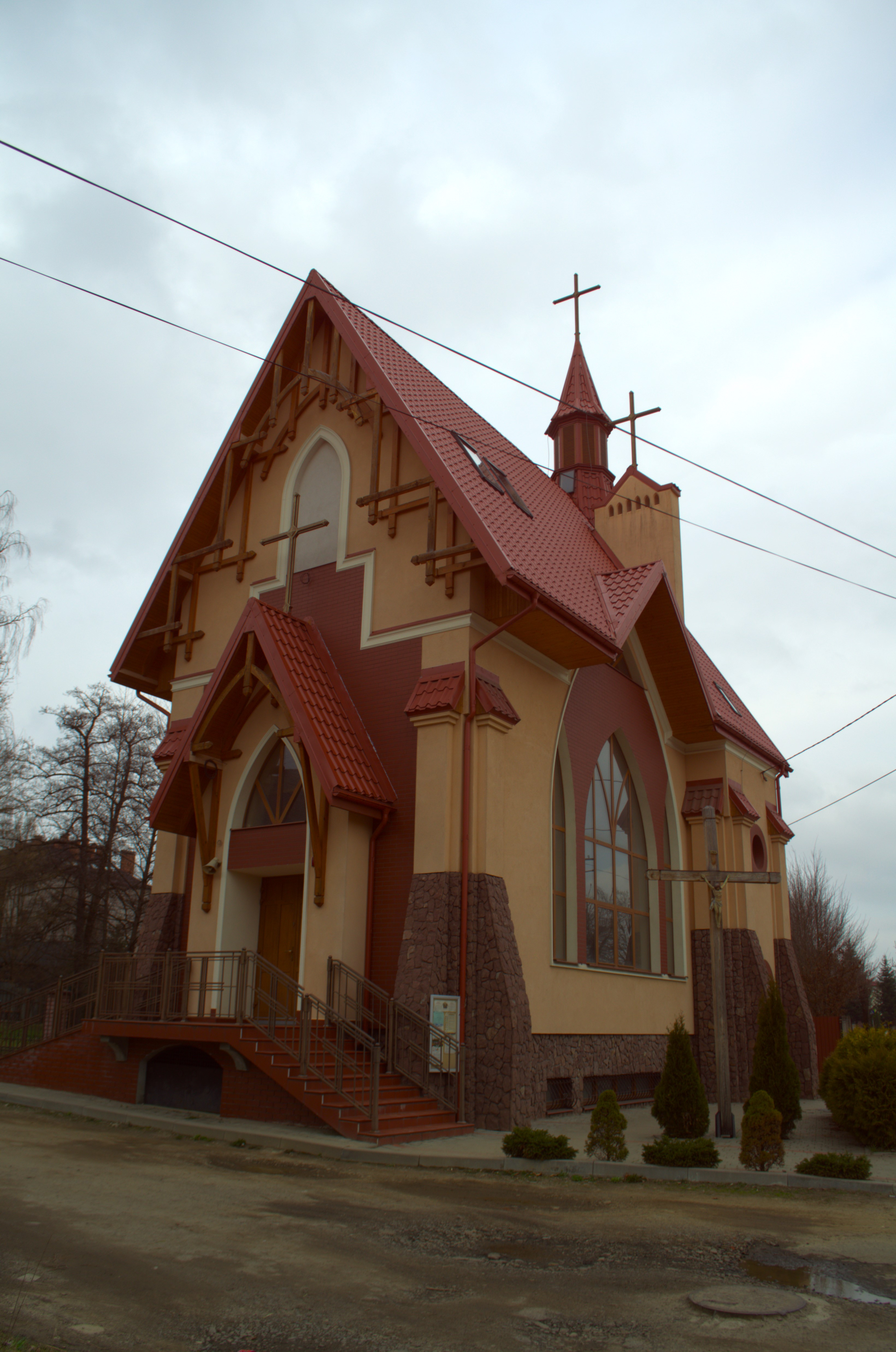
Новий костел, збудований у 2012-2015 роках, нижче вулицею. Березень 2025

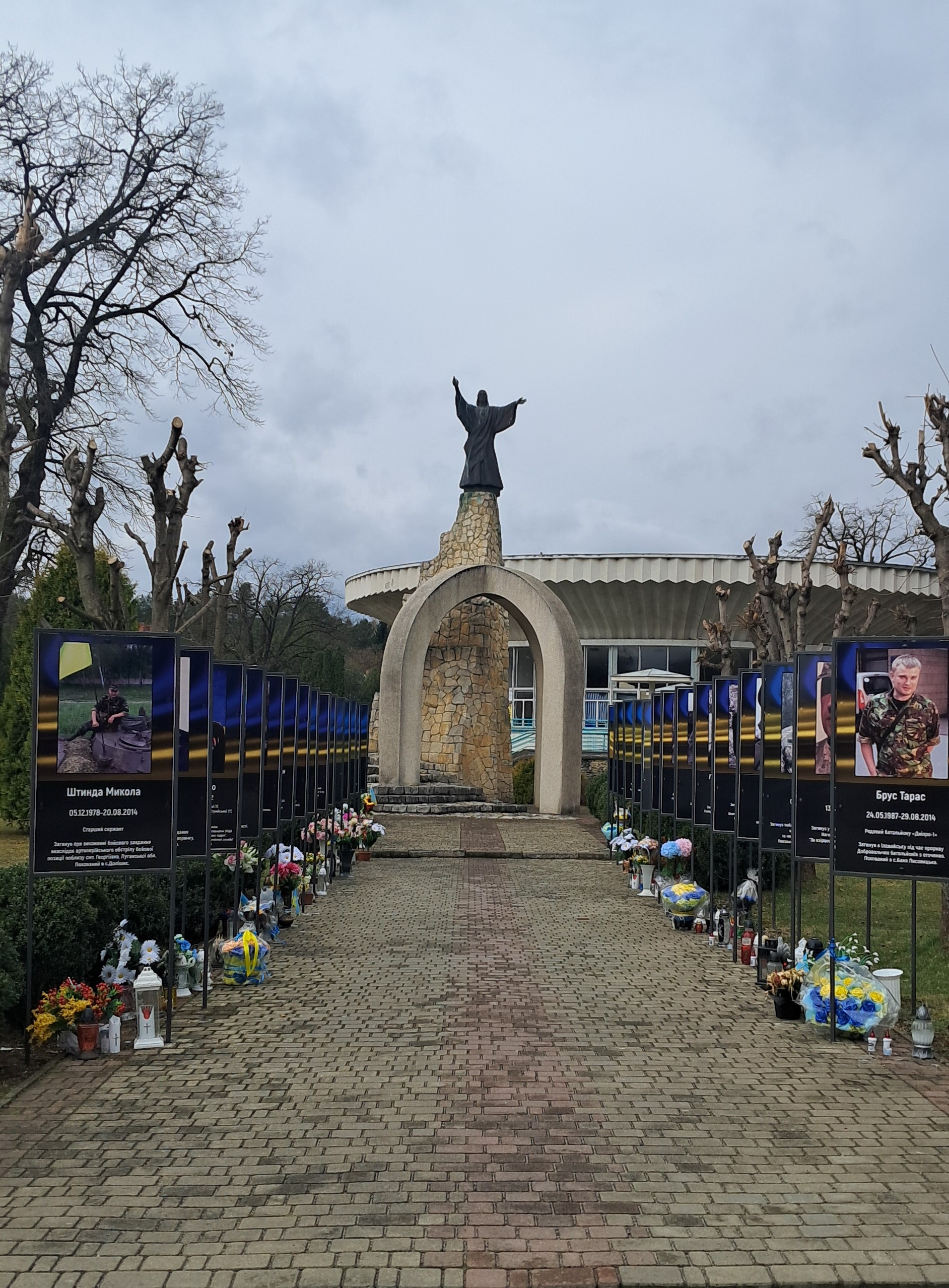
Статуя Христа Спасителя на місці старого костелу в Моршині та Алея Пам'яті Героїв російсько-української війни перед нею. Позаду- центральний бювет мінеральних вод. Березень 2025 року.

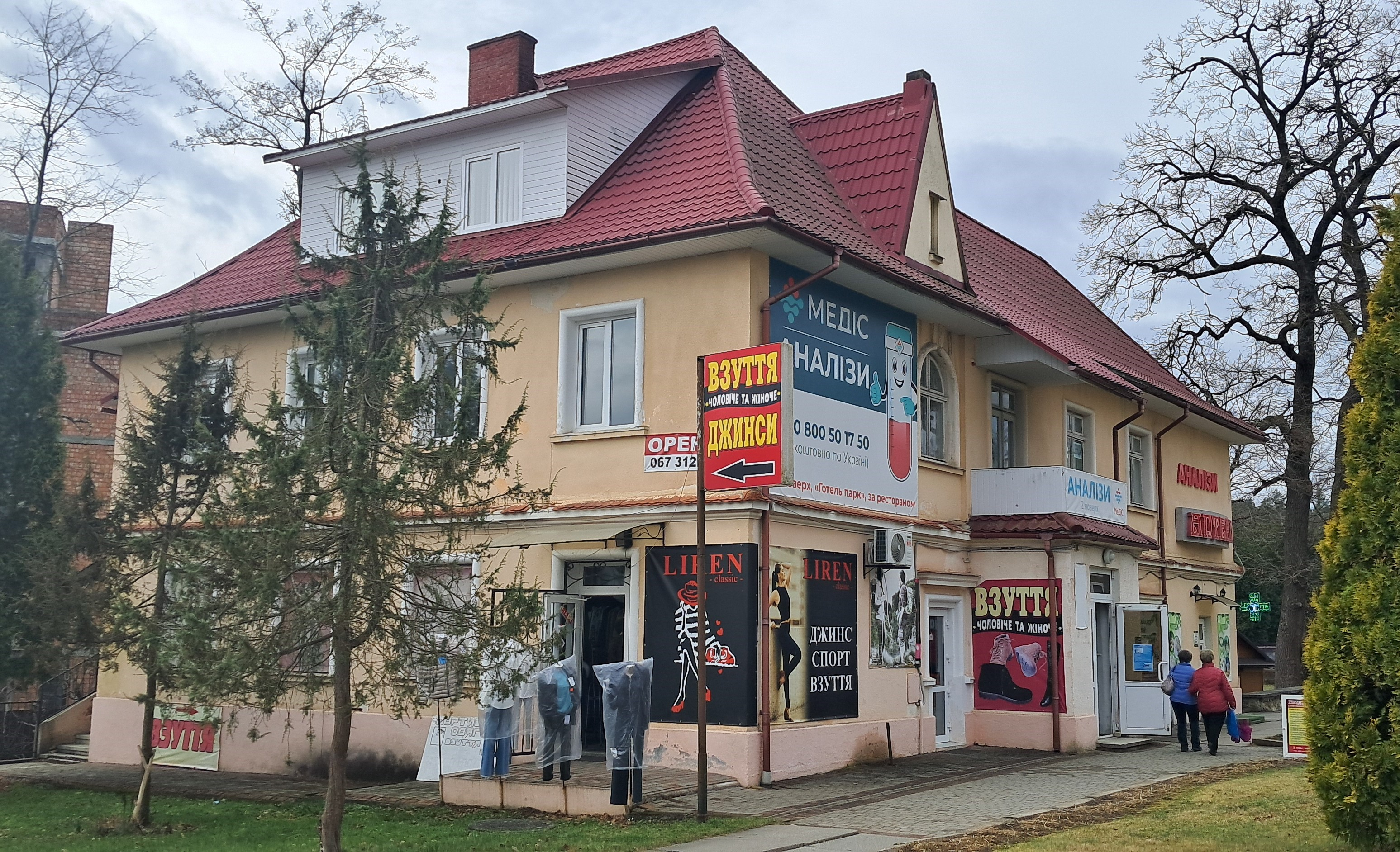
Сплюндрована будівля монашої келії, яка залишилася від старого костелу. Деякі вікна обрубані і прероблені на двері до крамниць, оригінальна черепиця на даху перекрита сучасним металевим покриттям, піддашок вкритий вагонкою, деякі вікна замінили на металопластикові. Далі видно вивіску аптеки на задньому куті келії, з протилежного боку будівлі- закинутий гральний клуб та закритий стоматологічний кабінет. Березень 2025 року.

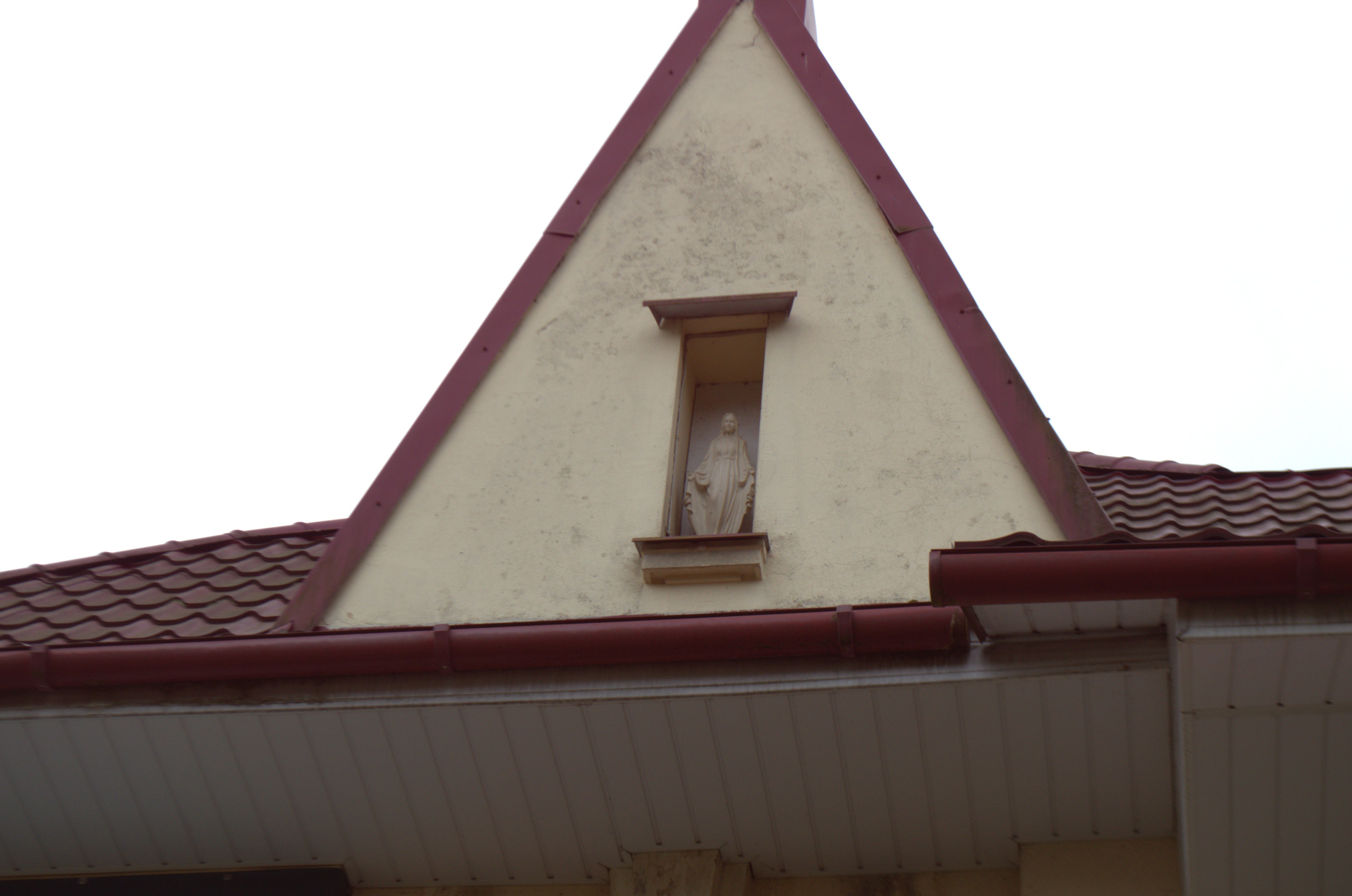
Малопомітна статуетка Матері Божої, розміщена у ніші з північого боку будівлі. Цілком можливо, що раніше її погляд падав на вхід костелу.

1. ↑  Kościół Miłosierdzia Bożego (stary), ul. Franko Iwana, Morszyn - polska-org.pl. polska-org.pl. Процитовано 23 березня 2025.
2. ↑  МОРШИН. Костел Божого Милосердя (2012 - 2015). Львівська обл., Стрийський р-н. rkc.in.ua. Процитовано 23 березня 2025.
3. ↑  Лаба, Василь (2006). Історія Моршина: від найдавніших часів до 1939 року (українська) . Львів: ТзОВ Фірма "Камула". с. 90. ISBN 966-8343-57-3. {{cite book}}: |archive-url= вимагає |archive-date= (довідка)
4. ↑  Ziembicki, Witold (1937). часопис "Kosmos" (PDF) (польська) .{{cite web}}:  Обслуговування CS1: Сторінки з параметром url-status, але без параметра archive-url (посилання)
5. ↑  газета "Wschod" (польська) . 1938.{{cite web}}:  Обслуговування CS1: Сторінки з параметром url-status, але без параметра archive-url (посилання)
6. ↑  Костели та каплиці України. Борислав. 2014-2019. {{cite web}}: |first= з пропущеним |last= (довідка)Обслуговування CS1: Сторінки з параметром url-status, але без параметра archive-url (посилання)